# Colostygia miata
Colostygia miata là một loài bướm đêm trong họ Geometridae.